# Zwieselkopf
Der Zwieselkopf – alternativ Zwiesel genannt – ist ein 396,6 Meter hoher Berg im Pfälzerwald.

## Geographie

### Lage
Der Berg befindet sich auf der Gemarkung einer größtenteils unbewohnten Waldexklave der Stadt Annweiler am Trifels. Nächstgelegene Siedlungen sind Annweiler Forsthaus im  Nordwesten, der Hermersbergerhof im Westen und Rinnthal im Südosten.
Entlang des Südfußes fließt der Wellbach und entlang des Ostfußes der Kaltenbach, der am Südostfuß von rechts in ersten mündet. Benachbarte Berge sind der Almersberg (564,1 m) im Osten, der Große Fischberg (530,3 m) im Nordosten und der Kirschfelsen im Nordwesten, wodurch er lediglich eine geringe Dominanz besitzt.

### Naturräumliche Zuordnung
1. Großregion 1. Ordnung: Schichtstufenland beiderseits des Oberrheingrabens
2. Großregion 2. Ordnung: Pfälzisch-saarländisches Schichtstufenland
3. Großregion 3. Ordnung: Pfälzerwald
4. Region 4. Ordnung (Haupteinheit): Mittlerer Pfälzerwald
5. Region 5. Ordnung: Frankenweide

## Kultur
An seinem Südostfuß befindet sich der Ritterstein 51, der die Aufschrift „Am Zwiesel“ trägt. Der Name „Zwieselkopf“ beziehungsweise „Zwiesel“ leitet sich von „Zwei“ ab, was auf die Mündung des Kaltenbachs in den Wellbach Bezug nimmt.

## Infrastruktur und Tourismus
Entlang seines Ostfußes führt die Bundesstraße 48. An seinem Südfuß befinden sich der Wanderparkplatz Zwiesel und ein Wertholzlagerplatz.